# Solenidae
Famille
Les Solenidae sont une famille de mollusques bivalves aquatiques de l'ordre des Veneroida comprenant trois genres.

## Liste des genres
Selon World Register of Marine Species (23 déc. 2020) et Catalogue of Life (23 déc. 2020) :
- Neosolen Ghosh, 1920
- Solen Linnaeus, 1758
- Solena Mörch, 1853